# Bossy
«Bossy» (рус. Властная) — песня написанная R&B автором-песенником Ne-Yo и производственным отделом Stargate для американской поп певицы Линдси Лохан. Песня стала первым хитом Лохан в чарте Hot Dance Club Play. Она подкреплена промосинглом, официально это не первый сингл, и у него нет клипа.

## Релиз
Клип на песню просочился на YouTube в начале мая 2008 года. 7 мая 2008 года Universal Motown выпустил на рынок полную версию песни в высоком качестве. Песня была залита на официальную страничку Лохан на MySpace page. Песня была выпущена в цифровом качестве 27 мая 2008.
Релиз «Bossy», который был утверждён как песня с выходящего альбома Линдси Лохан, был отложен с ноября 2008 года.

## Отзывы критиков
«Bossy» получил в основном положительные отзывы. Billboard сказал: «Трек выдвигает на первый план главную сторону хриплоголосой певицы, когда она рифмует о том, что ей нравится поверх простых басов». Digital Spy сказал: «„Bossy“ не назовешь золотой попсой: припеву не хватает немного энергии, а вокал Лохан все равно неубедителен, но это первая мелодия Лохан, которую мы готовы слушать не один раз. Этого, мы полагаем, достаточно, чтобы сделать маленький шаг вперед».

## Информация о песне
Сингл содержит данс-поп саунд с эффектом хип-хопа и R&B.
Ne-Yo написал синти-хеви танцевальный трек, думая об актрисе, он заявил:
«Я написал её для неё, потому что когда играет, можно увидеть эти черты в ней. Когда она сосредотачивается, она выделяет ауру властности с лёгкостью», — объясняет Ne-Yo. «Когда [продюсер] Stargate и я работали над задачей, мы оценили это как вызов: „Можем ли мы сделать песню для Линдси Лохан, которую люди примут серьёзно?“ Я думаю, мы этого добились.»
В припеве песни Лохан нахально поет: «Просто я немного властная, Я делаю все, как мне нравится, и когда мне хочется, и так было всегда».
Ne-Yo сказал, что песня о силе: «По существу она о женщине, которая достаточно сильна, чтобы получить то, что она хочет, когда она хочет это», — говорит он. «В этом случае „Bossy“ — это термин, который описывает самоуверенность и власть».
Ne-Yo также заявил: «Я должен признаться, мы были как … Линдси Лохан?» — сказал Ne-Yo, смеясь. «Я имею в виду, я писал для Бейонсе, Мэри Джей Блайдж, Рианны, Селин Дион и … Линдси Лохан? Но я скажу это; мы подарили ей качественную запись, и она сделала до смеха легендарную работу. Я был так шокирован, мне пришлось ей позвонить и извиниться за то, о чём я подумал, потому что она сделала её так хорошо. Я думаю, мир удивится.»

## Список композиций
iTunes Сингл
1. «Bossy» (Album Version) — 4:10

Промо Ремиксы
1. «Bossy» (Mike Rizzo Funk Generation Radio Edit) — 3:46
2. «Bossy» (Mike Rizzo Funk Generation Club Mix) — 7:25
3. «Bossy» (Mike Rizzo Funk Generation Dub) — 7:10
4. «Bossy» (Mr. Mig Radio Edit) — 4:05
5. «Bossy» (DJ Escape & Dom Capello Radio Edit) — 3:55
6. «Bossy» (DJ Escape & Dom Capello Vocal Club Mix) — 8:09
7. «Bossy» (DJ Escape & Dom Capello Dub) — 6:09
8. «Bossy» (Josh Harris Radio Edit) — 3:52
9. «Bossy» (Josh Harris Club Mix) — 7:24
10. «Bossy» (Soulshaker Radio Edit) — 3:23
11. «Bossy» (Soulshaker Club Mix) — 7:15
12. «Bossy» (Album Version) — 4:10

Клубное Промо
1. «Bossy» (Mike Rizzo Funk Generation Club) — 7:27
2. «Bossy» (DJ Escape & Dom Capello Club Mix) — 8:11
3. «Bossy» (Soulshaker Club Mix) — 7:16
4. «Bossy» (Josh Harris Club Mix) — 7:26
5. «Bossy» (Mike Rizzo Funk Generation Dub) — 7:11
6. «Bossy» (DJ Escape & Dom Capello Dub) — 6:09

Радио Промо
1. «Bossy» (Mike Rizzo Funk Generation Radio Mix) — 3:46
2. «Bossy» (Josh Harris Radio Mix) — 3:52
3. «Bossy» (Soulshaker Radio Mix) — 3:23
4. «Bossy» (DJ Escape & Dom Capello Radio Mix) — 3:55
5. «Bossy» (Mr Mig Radio Mix) — 4:05

## Чарты
| Чарт (2008)                                | Наивысшая позиция |
| ------------------------------------------ | ----------------- |
| Canadian Hot 100                           | 77                |
| Американский Billboard Hot Dance Club Play | 1                 |